# Soubojová kompetice

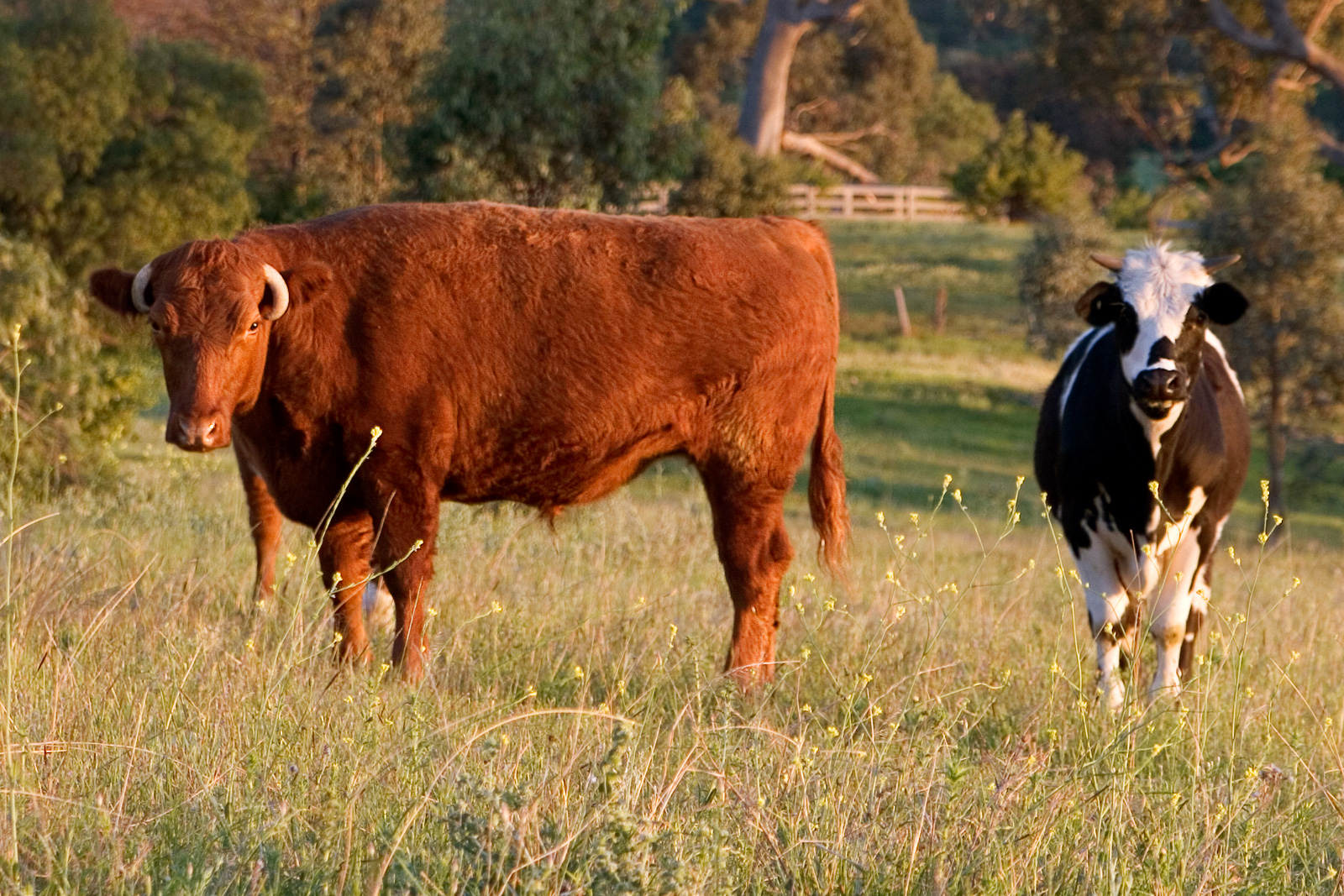
Množství trávy může limitovat počet krav a naopak

V ekologii znamená soubojová kompetice situaci, ve které je zdroj (potrava, voda, vzduch nebo i specifické živiny) přístupný pro všechny vzájemně si konkurující (druhy, které nad zdroji prostředí nemají absolutní monopol). Nicméně, vzhledem k tomu, že množství zdrojů je většinou pro populaci jedním z limitujících faktorů (je omezený), vytváří soubojová kompetice nepříznivé podmínky pro všechny zapojené druhy. Soubojovou konkurenci lze také definovat jako boj o omezené zdroje sdílené mezi konkurenty, takže průměrné množství jídla se snižuje s rostoucí populační hustotou.
Pokud jsou druhy v takové kompetici sevřeny, jsou v takzvaně frekvenčně závislém výběru a jejich evoluce je omezena pouze na lepší čerpání zdrojů; čím více se například rozroste stepní tráva, tím více se v dalších generacích uživí kamzíků.
Na lidskou evoluci se pokusil soubojovou kompetici uplatnit například v 18. století Thomas Malthus ve své populační teorii, kde tvrdí, že evoluce druhu využívající omezené zdroje musí vést k vyčerpání a extinkci druhu. Nicméně u lidí může dojít k racionální volbě (například populačním regulacím či omezení čerpání zdrojů) a přirozený výběr je tudíž uměle ovlivnitelný.